# Ligue communiste révolutionnaire japonaise
Pour les articles homonymes, voir Ligue communiste révolutionnaire (homonymie).
Ne doit pas être confondu avec Ligue communiste révolutionnaire japonaise - Comité national, Ligue communiste révolutionnaire (Japon) ou Ligue communiste révolutionnaire du Japon (Quatrième Internationale).
 (février 2018).
Si vous disposez d'ouvrages ou d'articles de référence ou si vous connaissez des sites web de qualité traitant du thème abordé ici, merci de compléter l'article en donnant les références utiles à sa vérifiabilité et en les liant à la section « Notes et références ».
La Ligue communiste révolutionnaire japonaise est un parti trotskiste issu de la nouvelle gauche. La Ligue communiste révolutionnaire du Japon (Quatrième Internationale) a adopté ce nom après son expulsion du Secrétariat Unifié de la Quatrième Internationale en 1991. Elle n'est désormais plus qu'une organisation sympathisante, et c'est en tant que telle qu'elle a participé au 14e congrès mondial de cette internationale.

## Histoire
En 1991, le 13e congrès mondial de la Quatrième Internationale vote une résolution sur l'exclusion de la section japonaise en raison de multiples cas de viol dissimulés par la direction (Affaire ABCD) et de discriminations marquées envers les femmes. L'organisation reprend alors son nom d'avant 1965, Ligue communiste révolutionnaire japonaise".
La Ligue a adopté le centralisme démocratique, ce qui a été critiqué par le Conseil national des travailleurs internationalistes, qui considère que le centralisme démocratique est le foyer de la bureaucratie et du stalinisme.
- Dirigeants : Kunihito Kunihito, Yoshinori Sakai
- Journal : Kakehashi (Le Pont), Front de la jeunesse
- Organisation de jeunesse : Ligue des Jeunes Communistes du Japon
- Nombre de membres : inconnu

Depuis l'attaque interne menée par la Chukaku-ha contre la nouvelle gauche en 1984, la LCRJ cherche à obtenir une autocritique de cette organisation .

## Prises de positions récentes
L'organisation dénonce les actes terroristes comme ceux du 11 septembre, en tant qu’« assassinat aveugle de masse », en dénonçant de concert la guerre en Afghanistan, la mettant en pointe de l'opposition anti-guerre. Les Jeux Olympiques et la Coupe du monde de football sont analysés comme des événements mercantiles sur fond de spectacles nationalistes. En 1998 elle participe à la manifestation lors de la cérémonie d'ouverture des jeux d'hiver de Nagano. Elle assure aussi de sa solidarité le peuple tibétain en 2008 lors des jeux de Pékin. En ce qui concerne la république populaire démocratique de Corée, certains membres liés aux Spartacistes assurent sa défense, mais la majorité du parti dénonce la dictature que fait peser le régime, ainsi que la corruption qui le ronge.
En outre, lors de l'élection régulière de la 21e Chambre haute en 2007, il a appelé à « voter pour la révision constitutionnelle et le retrait des troupes à l'étranger », et a soutenu Ryuhei Kawada dans la circonscription de Tokyo. L'organisation appelle à voter pour des partis de gauche à chaque élection, principalement le Parti social-démocrate, le Parti des Verts, le Parti communiste japonais et autres. En 2013, Taro Yamamoto a ainsi été élu avec son soutien. Le parti a également mené une campagne « Personne n'a besoin de centrale nucléaire » avec le Parti des travailleurs communistes.
Le 24 octobre 2006, la police de la préfecture de Kanagawa a arrêté des membres du parti parce qu'ils étaient soupçonnés d'avoir présenté de fausses déclarations, et les a détenus pendant 10 jours. La LCRJ a lancé un procès contre l'état pour obtenir des indemnisation (de la police préfectorale de Kanagawa, du bureau du procureursu du district de Yokohama, etc.) pour répression injustifiée. Le 16 décembre 2008, le tribunal de district de Yokohama a déclaré que l'arrestation des membres du parti pour fausse déclaration, leur détention pendant dix jours, la perquisition dans la maison d'un des membres et de deux maisons de membres du parti non-impliqués, étaient déraisonnables et excessives, le tribunal statuant que le gouvernement devrait payer une indemnisation de 550 000 yens. Le pays a fait appel de la décision à la Haute Cour de Tokyo le 24 décembre 2006.
En 2007, la police de la sécurité publique a émis un avertissement sur le renforcement des liens de la LCRJ avec des organisations japonaises dans le but de constituer un front uni, et la possibilité de lancement par cette organisation d'actions de protestations extrêmes contre le sommet du G8 à Hokkaido.
Depuis septembre 2009, le LCRJ édite et publie Kakehashi avec le Conseil national des travailleurs internationalistes.

## Activités
La LCRJ dispose d'un réseau à l'étranger, invitant par exemple des activistes grecs pour discuter de la situation .
De même, le journal du parti rapporte souvent des faits sur la situation politique à l'étranger. Ce sont principalement des articles détaillant les activités des sections étrangères de la Quatrième Internationale et la situation politique dans leurs pays respectifs
Des contributions anonymes venant d'une personne signant « Parti communiste du Japon » apparaissent parfois.